# Håkan Lidman
Håkan Lidman (Suecia, 31 de enero de 1915-6 de junio de 2000) fue un atleta sueco especializado en la prueba de 110 m vallas, en la que consiguió ser campeón europeo en 1946.

## Carrera deportiva
En el Campeonato Europeo de Atletismo de 1946 ganó la medalla de oro en los 110 m vallas, llegando a meta en un tiempo de 14.6 segundos, por delante del belga Hippolyte Braekman (plata con 14.9 segundos) y del finlandés Väinö Suvivuo.